# Thea Leitner
Thea Leitner geb. Knappe (* 2. Juni 1921 in Wien; † 12. August 2016) war eine österreichische Autorin und Journalistin.

## Leben
Thea Leitner studierte nach der Matura und einem Jahr Arbeitsdienst Malerei an der Akademie der Bildenden Künste Wien sowie Kunstgeschichte und Sprachen an der Universität Wien, wo sie 1941 die „Kleine Dolmetscherprüfung“ in Französisch ablegte. Im Frühjahr 1942 heiratete sie ihren Jugendfreund Willy und brachte 1944 Tochter Verena zur Welt. Als ihr Mann aus amerikanischer Gefangenschaft heimgekehrt war, wurde die Ehe geschieden. Das Paar hatte sich auseinandergelebt, und die selbstbewusste junge Frau arbeitete, was ihrem Mann missfiel.
Seit Ende der 1940er Jahre arbeitete Leitner als Journalistin, unter anderem für die Zeitungen Neues Österreich, Welt am Abend und Weltpresse und war Chefredakteurin bei der Neuen Zeitung. Anschließend schrieb sie für den Kurier, wo sie durch sozialpolitische Serien bekannt wurde, beispielsweise zu Themen wie „Frau sein in Österreich“. Auch war sie als Auslandskorrespondentin für deutsche Zeitungen tätig.
Ab 1968 wirkte sie als freie Schriftstellerin. Sie schrieb Biografien über die Bundespräsidenten Theodor Körner und Adolf Schärf sowie zahlreiche Kinder- und Jugendbücher. Ihr erster Bestseller gelang ihr mit dem Sachbuch Habsburgs verkaufte Töchter. Für dieses Buch erhielt sie im Jahr 1995 das Goldene Buch für über 50.000 verkaufte Exemplare.
Thea Leitner war seit 1950 in zweiter Ehe mit dem Juristen und Publizisten Sebastian Leitner verheiratet und lebte bis zu ihrem Tod in Wien. Sie wurde am Hietzinger Friedhof bestattet.

## Veröffentlichungen (Auswahl)
- Körner aus der Nähe. Ein Lebensbild. Danubia-Verlag, Wien 1952.
- mit Franz Kreuzer: Das Buch vom Doktor Schärf. Wiener Volksbuchhandlung, Wien o. J. [1957]
- Das Bilderbuch vom Bauernhof. Betz, Wien u. a. 1979, ISBN 3-7641-0145-8 (In englischer Sprache: The busy little farm. Translated and adapted by Julia Bright. Kestrel Books, Harmondsworth 1979, ISBN 0-7226-5600-9; in schwedischer Sprache: Sebastian bor på en bondgård. Svensk text av Marianne Eriksson. Rabén & Sjögren, Stockholm 1979).
- Habsburgs verkaufte Töchter. Ueberreuter, Wien 1987, ISBN 3-8000-3248-1 (zahlreiche Auflagen).
- Skandal bei Hof. Ueberreuter, Wien 1993, ISBN 3-8000-3492-1 (zahlreiche Auflagen).
- Die Männer im Schatten, Ueberreuter, Wien 1995
- Habsburgs Goldene Bräute. Durch Mitgift zur Macht. Ueberreuter, Wien 2000, ISBN 3-8000-3782-3.
- Hühnerstall und Nobelball. 1938–1955. Leben in Krieg und Frieden. Ueberreuter, Wien 2003, ISBN 3-8000-3927-3 (autobiografisch).

## Auszeichnung
- 2002: Berufstitel Professorin[3]
- 2003: Silbernes Ehrenzeichen für Verdienste um das Land Wien[3]